# Huka-huka

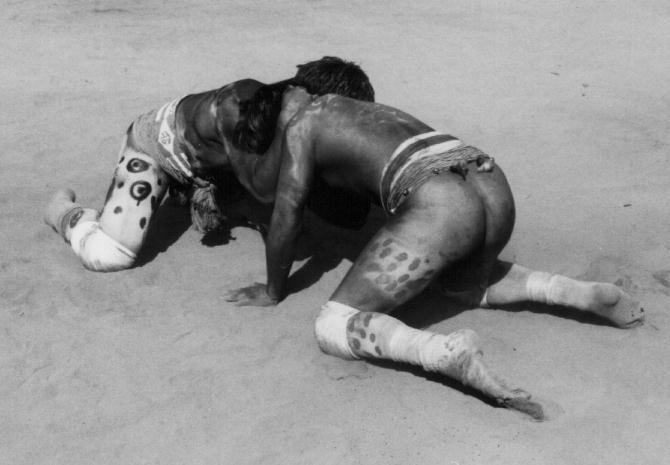
Huka-hukagevecht tijdens de Quarupceremonie

Huka-Huka is een Braziliaanse stijl van volksworstelen van de inheemse bevolking van Xingu, in de deelstaat Mato Grosso. Huka-huka wordt uitgevoerd als een ritueel gevecht tijdens de ceremoniële Quarup.

## Regels
Huka-Huka begint met de atleten op hun knieën. Het gevecht begint als de organisator van het gevecht, een mannelijke leider, naar het midden van de arena loopt en de tegenstanders bij naam roept. De strijders knielen en draaien met de klok mee in een cirkel tot ze de tegenstander aankijken en klampen zich vast. De deelnemers proberen hun tegenstander op te tillen en hem op de grond neer te slaan. De wedstrijden worden zowel door mannen als door vrouwen gespeeld.

## Huka-huka alsvechtkunst
Huka-huka werd experimenteel geïntroduceerd bij de vorming van de Polícia Militar do Estado de São Paulo. Deze gevechtsstijl wordt ook bestudeerd door beoefenaars van mixed martial arts.